# Šuoja-Kurys
Šuoja je řeka ve střední Litvě, protéká okresy Radviliškis a Panevėžys. Je to levý přítok řeky Kiršinas. Je 46 km dlouhá. Pramení pod názvem Kurys 1,5 km od vsi Butėnai, 6 km na východojihovýchod od Šeduvy v okrese Radviliškis. Teče zpočátku směrem severním, po 2 km se stáčí k východu a dále se klikatí převážně směrem východním až ke vsi Kurys, kde se stáčí k severu. Po soutoku s řekou Liūlys u obce Sujetai se stáčí prudce (k východu) směrem na jih, od tohoto soutoku již pod názvem Šuoja. Směrem jižním se klikatí až do soutoku s řekou Kiršinas, do které se vlévá 1 km na severovýchod od vsi Mickiemė, 3,2 km od jejího soutoku s Nevėžisem jako její levý přítok. Řeka protéká dvěma rybníky: Švaininkų tvenkinys (27 ha) a Liberiškio tvenkinys (70 ha). Šířka koryta je v dolním toku kolem 5 m.

## Přítoky

### Levé
| Hydrologické pořadí | Řeka                    | Délka (km) | Povodí (km²) | Vzdálenost od ústí (km) |
| ------------------- | ----------------------- | ---------- | ------------ | ----------------------- |
| 13010369            | Sakalupis               |            |              | 40,0                    |
| 13010371            | Nasupis                 |            |              | 37,5                    |
| 13010373            | Liūlys                  |            |              | 21,3                    |
| 13010378            | Antynupis též Antytupis | 4,6        | 4,4          | 20,2                    |
| 13010381            | Smirdėlė                |            |              | 14,7                    |
| 13010386            | Alkupis                 | 3,3        | 7,5          | 9,1                     |

### Pravé
| Hydrologické pořadí | Řeka      | Délka (km) | Povodí (km²) | Vzdálenost od ústí (km) |
| ------------------- | --------- | ---------- | ------------ | ----------------------- |
| 13010372            | ŠK-2      |            |              | 27,9                    |
| 13010379            | Vikšnupis |            |              | 18,2                    |
| 13010382            | Laba      |            |              | 9,5                     |
| 13010387            | Trinupis  |            |              | 2,6                     |
| 13010388            | Guopys    |            |              | 1,5                     |

## Sídla při řece
Dapšioniai, Davongalis, Kurys, Sujetai, Pavinkšniai, Gilbonys, Kairiai, Viburiai, Nauradai, Strolionys, Liberiškiai, Pakalniškis

## Jazykové souvislosti
Název Šuoja je nejspíše ugrofinského původu.